# Ненадич, Петар
Петар Ненадич (серб. Петар Ненадић; род. 28 июня 1986, Белград) — сербский гандболист. Лучший гандболист Сербии 2016, 2017 и 2020 годов.

## Карьера
Клубная
Петар Ненадич во время своей профессиональной карьеры поиграл за различные клубы чемпионатов Сербии, Испании, Венгрии, Дании, Польши. В 2014 году Петар Ненадич заключил контракт с клубом «Фюксе Берлин», позже продлил контаркт до 2018 года. С 2018 года выступал за венгерский клуб «Веспрем», с которым выиграл один чемпионат Венгрии, три Кубка страны и трижды побеждал в СЕХА-лиге; за 208 матчей забросил 803 мяча. В феврале 2023 года «Веспрем» немедленно расторгнул контракт с Ненадичем из-за дисциплинарного проступка.
В сборной
Ненадич выступает за сборную Сербии, за которую сыграл 80 матчей и забил более 200 мячей.

## Статистика
Статистика Петара Ненадича в сезоне 2017/18 указана на 20.2.2018
| Сезон        | Клуб         | Лига       | Матчи | Голы | 7-метр | Голы |
| ------------ | ------------ | ---------- | ----- | ---- | ------ | ---- |
| 2014/15      | Фюксе Берлин | Бундеслига | 35    | 169  | 28     | 141  |
| 2015/16      | Фюксе Берлин | Бундеслига | 31    | 218  | 61     | 157  |
| 2016/17      | Фюксе Берлин | Бундеслига | 31    | 182  | 28     | 154  |
| 2017/18      | Фюксе Берлин | Бундеслига | 18    | 114  | 5      | 109  |
| 2014–по н.в. | Итого        | Бундеслига | 115   | 683  | 122    | 561  |